# Aegus perforatus
Aegus perforatus es una especie de coleóptero de la familia Lucanidae.

## Distribución geográfica
Habita en Malaya, Sumatra (Indonesia).